# Красный выборжец
«Кра́сный вы́боржец» (АО «Завод „Красный выборжец“») — советское и российское предприятие по обработке цветных металлов, выпускающее более 12 тысяч наименований плоского и круглого проката, располагающееся в Санкт-Петербурге (Свердловская набережная, дом 12). Основано в 1857 году Ф. Ф. Гошем. Нынешнее название носит с 1922 года.

## История

### Дореволюционный период

#### Основание (1857—1880 годы)
Выходец из прибалтийских земель механик Фёдор Гош в 1857 году приобрёл в Петербурге участок на Выборгской стороне на правом берегу Невы и 2 сентября того же года получил разрешение на постройку завода «для приготовления железных и медных непаяных труб».
В 1863 году предприятие приобретает купец второй гильдии К. Ф. Розенкранц. Он расширяет завод, закупает новейшее оборудование и осваивает самые современные технологии того времени. Под его руководством предприятие получает известность в России и за рубежом. В 1872 году завод переходит к брату Карла Эдуарду Розенкранцу.
Во время Русско-турецкой войны 1877—1878 годов резко растёт спрос на продукцию завода. Устанавливается большая паровая машина и новое прокатное оборудование. Завод производит латунную ленту для изготовления артиллерийских и ружейных гильз.

#### «Бывший Розенкранц» (1880—1917 годы)
Во время экономического кризиса 1880—1881 годов завод акционируется. «Санкт-Петербургское общество меднопрокатного и трубного завода бывш. Розенкранц» возглавляет бельгийский консул в Санкт-Петербурге И. Шарлье. Судостроение и машиностроение требуют непрерывного увеличения выпуска продукции, и акционерное общество быстро расширяется и оснащается новым оборудованием. Устанавливаются две 10-тонные печи для плавки меди, большие и малые вальцы, печи отжига и другое оборудование. В 1892 году в Москве и в 1896 году в Нижнем Новгороде завод участвует в выставках и получает почётное право ставить на своих документах герб Российской империи. Среди потребителей продукции завода почти все крупные предприятия Санкт-Петербурга и европейской части России: Путиловский завод получает медные топки для паровозов, судостроительные заводы получают топки паровых машин и гребные винты для строящихся броненосных кораблей «Двенадцать апостолов», «Гангут», «Рюрик», «Сисой Великий». В конкурентной борьбе за рынки сбыта в 1902—1903 годов все три меднопрокатных завода России объединяются в синдикат, во главе которого встаёт завод «Бывший Розенкранц». В 1903 году вступает в строй первый в России участок электролитического рафинирования меди с суточной производительностью 24 тонны и содержанием меди 99,99 %. После этого ввоз рафинированной меди из-за границы был прекращён. До начала Первой мировой войны продолжается оснащение производства новым оборудованием, расширяется ассортимент выпускаемой продукции. С началом войны резко возрастают военные заказы: в 1916 году завод выпустил продукции в два раза больше, чем в 1914 году — 23 612 против 10 460 т.

### Советский период

#### До войны (1917—1941 годы)
В период Великой Октябрьской социалистической революции, в декабре 1917 года производство было остановлено. Декретом ВСНХ от 30 сентября 1918 года завод был национализирован. В годы Гражданской войны некоторое время завод бездействовал, а с января 1920 года началось восстановление оборудования и производства завода. К концу 1921 года завод начал выпускать листовую латунь, медные трубы, топочные паровозные части из меди и мельхиора. С 1 июля 1922 года завод вошёл в состав треста «Госпромцветмет». Началось плановое поступление заказов от восстанавливающихся отраслей промышленности страны.
С 7 ноября 1922 года завод стал именоваться Петроградский (с 1924 года Ленинградский) государственный медеперерабатывающий завод «Красный выборжец». Наращивание объёмов производства сдерживали трудности с поставкой сырья, но в то же время в стране скопилось большое количество низкосортных ломов всех марок, бытового и военного лома цветных металлов. Инженерами завода была создана технологическая линия по использованию всех видов ломов металла, состоящая из печей огневого рафинирования и восстановленных участков электролиза меди. В результате в 1924—1927 годы было добыто из низкосортных ломов более 16 000 т катодной меди высокой чистоты. В созданной на заводе единственной в СССР мастерской по переработке шламов электролиза ежегодно добывалось и сдавалось Госбанку более 300 кг золота и 3500 кг серебра.
В 1924 году был создан художественно-монументальный бронзо-литейный цех. За три года его существования отлито 43 монументальные скульптуры, в том числе:
- памятник В. Володарскому у моста его имени (скульпторы М. Г. Манизер, Л. В. Блезе-Манизер, архитектор В. А. Витман) — 1925 год[4];
- памятник Г. В. Плеханову перед Технологическим институтом (скульпторы И. Я. Гинцбург, М. Я. Харламов, архитектор Я. Г. Гевирц) — 1925 год[5];
- памятники Ленину у Финляндского вокзала (скульптор С. А. Евсеев, архитекторы В. А. Щуко, В. Г. Гельфрейх)[6] и у Невского завода (скульптор М. Я. Харламов) — 1926 год[7];
- памятник жертвам 9 января 1905 года на одноимённом кладбище (скульптор М. Г. Манизер, архитектор В. А. Витман) — 1932 год[8];

а также 77 малых и больших бюстов, 37 статуэток.
В 1924 году вошла в строй «Испытательная станция» — лаборатория по контролю качества сырья, полуфабрикатов, готовой продукции. В результате выполнявшихся профессором П. П. Федотьевым и главным металлургом завода Ю. В. Баймаковым исследовательских работ в лаборатории получен первый в стране алюминий. Таким образом было положено начало становлению алюминиевой промышленности в СССР.
В 1924—1928 годах в состав «Красного выборжца» было включено меднопрокатное отделение Франко-Русского завода (бывший Берда). Один из цехов специализировался на выпуске латунных листов, второй — латунных труб. В последующие годы завод специализировался на выпуске алюминиевого проката. В 1929 году завод стал самостоятельным (c 1933 года — Государственный завод по обработке цветных металлов имени К. Е. Ворошилова), а в 1976—1989 годах снова входил в состав ПО «Красный выборжец» под названием «Завод по производству алюминиевой фольги».
В ноябре 1927 года на «Красном выборжце» была осуществлена первая в СССР электроплавка цветного металла. В 1931—1935 годах плавка всех латуней и бронз переведена на электропечи; плавка меди — на поворотные отражательные печи большой ёмкости. В 1923—1925 годах на заводе организован выпуск алюминиевой и латунной посуды и музыкальных инструментов.
К концу 1930 года завод выпускал прокат из простых и сложных латуней, алюминиевых бронз, нескольких марок меди и медно-никелевых сплавов для судостроения, энергетики, паровозостроения и других отраслей промышленности.
В 1929 году на заводе «Красный выборжец» зародилось широко распространённое в советский период социалистическое соревнование. 15 марта 1929 года газета «Правда» опубликовала заметку «Договор о социалистическом соревновании обрубщиков трубного цеха завода „Красный выборжец“». Её текст гласил:

Мы, обрубщики по алюминию, вызываем на социалистическое соревнование по поднятию производительности труда и снижению себестоимости следующие разработки: чистоделов, обрубку красной меди, шабровку и разработку трамвайных дуг. Мы, со своей стороны, добровольно снижаем на 10 процентов расценки по обрубке и примем все меры для повышения производительности труда на 10 процентов. Мы призываем вас принять наш вызов и заключить с нами договор.
Обрубщики алюминия: Путин, Мокин, Оглоблин, Круглов.

Это был первый в стране договор подобного рода. Таким образом, социалистическое соревнование родилось именно на «Красном выборжце», а его вдохновителем являлся бригадир обрубщиков Михаил Елисеевич Путин. Об этом свидетельствует мемориальная доска, установленная на Свердловской набережной, дом 12: «15 марта 1929 года на заводе „Красный выборжец“ в Ленинграде была претворена в жизнь идея В. И. Ленина о социалистическом соревновании. Первыми подняли знамя соревнования и заключили соцдоговор по перевыполнению производственного задания: Путин Михаил Алексеевич — награждён орденом Ленина, Круглов Борис Дмитриевич, Горяной Антон Сидорович, Григорьев Михаил Григорьевич, Коробков Владимир Иосифович, Мокин Павел Павлович, Иванов Александр Иванович, Оглоблин Константин Григорьевич. Установлена по Постановлению ВЦСПС от 28 апреля 1936 года, протокол № 112, параграфы 38, 19, 28/IV–36 г.».

#### Во время Великой Отечественной войны (1941—1945 годы)

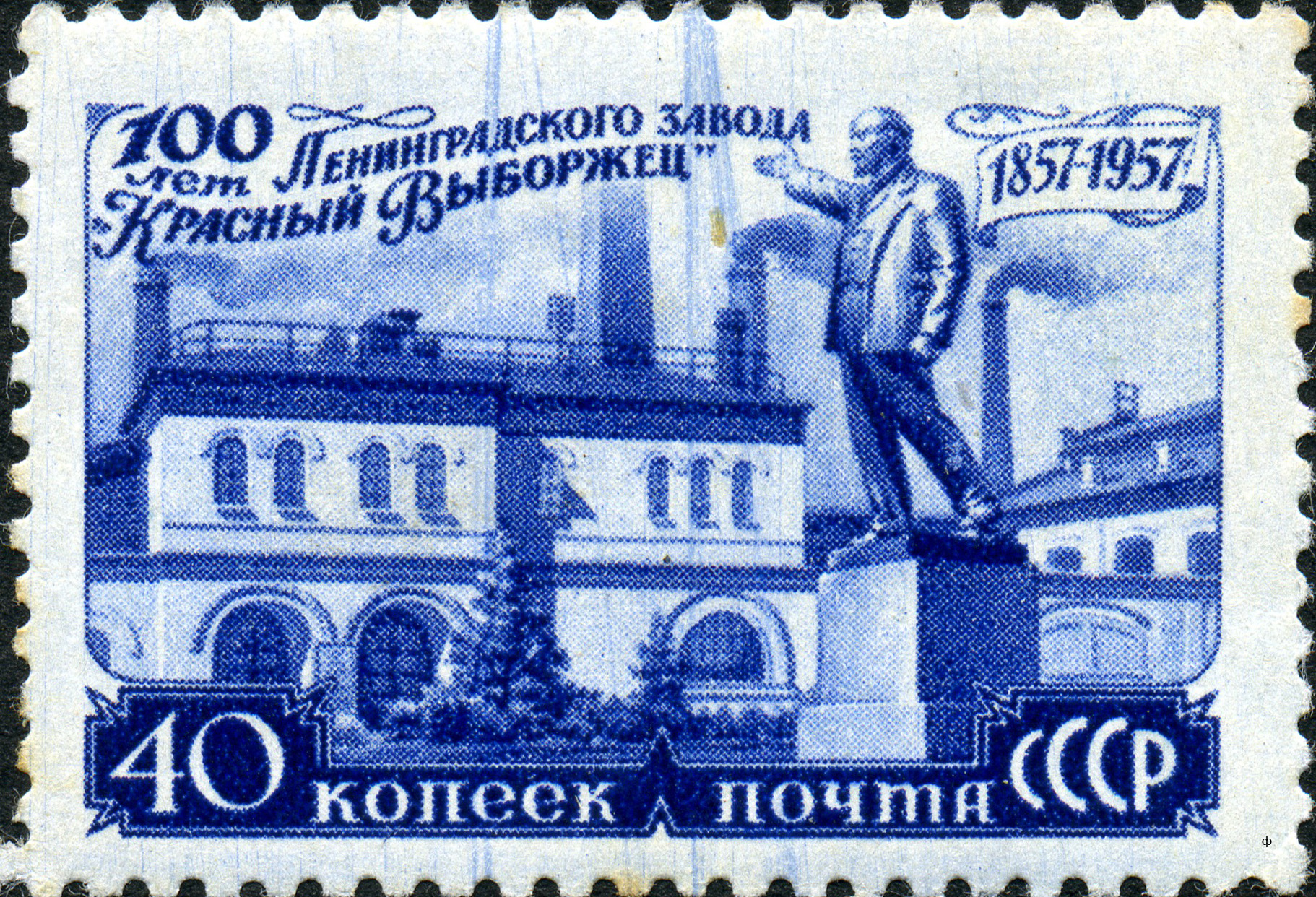
Почтовая марка СССР, 1957 год

Во время Великой Отечественной войны основное оборудование завода и часть специалистов, рабочих и ИТР вывезены на Урал, где был организован выпуск цветного проката для предприятий оборонной промышленности. Посудное производство работало для нужд Ленинградского фронта — изготавливало котелки и фляги. Оставшаяся незначительная часть оборудования использовалась для изготовления заготовок стволов миномётов. Завод в труднейших условиях изготовил вайербарсы, из которых «Севкабель» сделал кабель, проложенный затем по дну Ладожского озера для передачи электроэнергии Волховской ГЭС в осаждённый Ленинград.

#### В послевоенные годы (1945—1991 годы)
К 1954 году завод был полностью восстановлен и по объёму производства достиг уровня довоенного 1940 года.
В 1960-1970-х годах завод полностью реконструирован, оснащён новейшими по тому времени прокатными станами и другим оборудованием, установлено новое трубопрокатное и волочильное оборудование. Введены в строй первые в стране плавильные электропечи большой ёмкости и производительности с полунепрерывной отливкой слитков. Впервые в стране введён участок вакуумных плавильных печей для производства жаропрочных сплавов. Завод стал монополистом в производстве проката из медных жаропрочных сплавов для ракетостроения и электродов сварочных машин для многих отраслей машиностроения. До сегодняшнего дня установленный на заводе единственный в России прокатный стан «Дуо 1100×4000» обеспечивает крупногабаритным прокатом из медных сплавов чёрную металлургию, энергетику, судостроение, самолётостроение.
В 1970-80-е годы завод ввёл в строй и освоил эксплуатацию крупных объектов защиты окружающей среды: водооборотная система, участок очистки промстоков, систему вентиляции и очистки газов плавильных печей.
С 1976 по 1989 годы в состав производственного объединения «Красный выборжец» снова входит Ленинградский завод по обработке цветных металлов имени К. Е. Ворошилова (в составе ПО — Завод по производству алюминиевой фольги).
К концу 1980-х годов завод выпускал более 12 тысяч типоразмеров продукции в виде листов, полос, плит, лент, труб, прутков, профилей из меди, латуни, бронзы, медно-никелевых сплавов. В эти годы завод участвует во многих крупных проектах страны и Ленинграда; разрабатывает технологии и изготавливает сложные медные профили для генераторов Саяно-Шушенской и других строящихся электростанций, медные и медно-никелевые трубы для тепловых электростанций, в том числе атомных, для судостроителей, в том числе специальный прокат для атомохода «Ленин», прокат для космической техники, специальный медный прокат для сооружения памятника защитникам Ленинграда на Московском проспекте. За производственные заслуги завод был награждён орденом Ленина (31.VIII.1957), почётными знаками Верховного Совета и Совета министров СССР и занесён в Книгу Почёта Министерства цветной металлургии СССР. В 1967 году награждён Памятным знаменем ЦК КПСС, Президиума Верховного Совета СССР, Совета Министров СССР и ВЦСПС; знамя оставлено на вечное хранение как символ трудовой доблести коллектива. В 1974 году ЦК КПСС, Совет Министров СССР, ВЦСПС и ЦК ВЛКСМ наградили коллектив Красным знаменем. В 1975 году ЦК КПСС, Совет Министров СССР, ВЦСПС и ЦК ВЛКСМ наградили коллектив переходящим Красным знаменем.

### Постсоветская Россия
В процессе перестройки и реформ в 1992—1996 годах завод стал открытым акционерным обществом. В 2000—2001 годах «Кольская ГМК», дочерняя компания «Норильского никеля», аффилированного с холдингом «Интеррос», предприняла попытку поглощения «Красного выборжца» для включения его в свою вертикальную структуру с учётом традиционной зависимости завода от поставок сырья с Кольского полуострова. Однако скандальность действий, предпринятых финансовой компанией «Корпорация технологий и инвестиций К» («КорТИК»), координировавшей скупку несколькими брокерами (в том числе ИГ «Энергокапитал») заставила «Интеррос» дистанцироваться от сделки. Тем не менее, по данным журнала «Слияния и поглощения» на 2003 год, «Норильский никель» всё-таки поглотил «Красный выборжец» и встроил его в свою вертикально интегрированную структуру. По другой информации, в начале 2001 года «Норильский никель» действительно получил контроль над более чем 70 % акций ОАО «Красный выборжец». Затем акции были переданы или проданы заместителю директора ФГУП «Росспиртпром» Павлу Кадушину (бывшему заместителю генерального директора «Норильского никеля») и исполнительному вице-президенту ОАО «Росхлебопродукт» («Агрос», структура «Интерроса») Борису Мызину. В 2003—2004 годах вокруг предприятия снова разгорается скандал, на этот раз из-за конфликта кредиторов предприятия и новыми владельцами.
В конце 2008 года завод получил под проведение изыскательских работ участок 4,4 га в промзоне «Рыбацкое» (первоначально также рассматривалась Конная Лахта). Сообщалось, что инвестиции в проект строительства нового завода по производству металлопроката составят 1,9 млрд рублей, но эксперты уже тогда сомневались в способности завода осуществить такие инвестиции. Таким образом предполагается осуществить перевод завода из исторической части Петербурга на окраину, а освободившийся участок (25 га) на Выборгской стороне продать корпорации «ЛЭК» под жилую (10 га на Свердловской набережной) и деловую (остальные 15 га за Кондратьевским проспектом, попадающие в санитарно-защитную зону ЛМЗ) застройку. Стоимость участка оценивалась в 100 млн долл., стоимость всего проекта строительства — около 1,5 млрд долл. Планы по переводу завода сопровождались противоречивой информацией о судьбе его сотрудников — от небольшого сокращения (32 из 400 человек) до набора дополнительных 300 человек.
В начале 2015 года СМИ сообщили, что участок под застройку у «ЛЭК» приобрели структуры ЗАО «БФА-Девелопмент». В компаниях информацию о сделке не комментировали, но и не опровергали. В конце 2016 года в «БФА-Девелопмент» подтвердили журналистам планы по строительству жилого комплекса на территории, ограниченной Свердловской набережной, Арсенальной улицей, Минеральной улицей и улицей Ватутина в Калининском районе. Проект комплекса находился на рассмотрении градсовета Петербурга.
В 2015 году демонтирован памятник В. И. Ленину, который с 1923 года стоял при входе.

Из письма Администрации Калининского р-на Санкт-Петербурга

«В целях сохранности и во избежание обрушения памятника В. И. Ленину (1923 года постройки) он был демонтирован и перенесён в здание данного предприятия по адресу: Кондратьевский пр., д. 6.

После консультации руководства АО «Завод «Красный выборжец»» с КГИОП Санкт-Петербурга было принято решение безвозмездно передать данный памятник в СПб ГБУК «Историко-культурный музейный комплекс в Разливе», который в настоящее время выполняет работы по подготовке площадки для его установки».
— письмо Администрации Калининского р-на СПб от 09.09.2015 № 11.6/2524-5
В декабре 2015 завод «Красный выборжец» внесён в Единый государственный реестр объектов культурного наследия (памятников истории и культуры) народов РФ.
 
Распоряжением КГИОП от 04.12.2015 № 10-580. Объект культурного наследия регионального значения «Комплекс построек Медно-прокатного и трубного завода «Розенкранц» (с 1922 года завод «Красный выборжец»)».

## Производство
Предприятие выпускает широкий ассортимент изделий из меди и сплавов на её основе в виде листов, лент, труб, прутков, профилей — всего более 12 тысяч наименований круглого и плоского проката.
На предприятии действует замкнутый технологический цикл, состоящий из плавильного, прокатного и прессово-волочильного производств.

### Плавильное производство
Оснащено высокопроизводительными индукционными плавильно-литейными агрегатами, позволяющими получать плоские и круглые слитки различных марок и геометрических размеров, в том числе с применением технологий вакуумного и электрошлакового переплава. Для выпуска и профильного проката изготавливаются слитки диаметром 145—510 мм, для плоского проката — сечением от 610×160 мм до 1000×300 мм, длиной слитка до 5 метров. Технические характеристики оборудования позволяют производить слитки различных марок меди, латуни, бронзы, медно-никелевых сплавов.

### Прокатное производство
Оснащено высокопроизводительными станами горячей и холодной прокатки, а также механизированными линиями полосового и рулонного фрезерования, линиями сварки и резки проката. Прокатное производство выпускает широкий ассортимент горячекатаных и холоднокатаных листов, лент, плит, анодов, полос различных марок меди, латуни, бронзы, медно-никелевых сплавов.

### Прессово-волочильное производство
Оснащено горизонтальными гидравлическими прессами, трубопрокатными станами ХПТ и волочильными станами. В настоящее время идёт освоение гидравлического пресса, оборудованного индукционными печами нагрева слитков, скальпирующим устройством и программным управлением всего технологического процесса. Круглый прокат выпускается в виде медных, латунных бронзовых, медно-никелевых прутков круглого, квадратного и шестигранного сечения.

### Вспомогательные подразделения

#### Лаборатория
На ОАО «Завод „Красный выборжец“» действует аккредитованная центральная лаборатория, которая выполняет химические анализы и физико-механические испытания, определяет виды макро- и микроструктуры любых марок меди и сплавов на медной основе: латуни, бронзы, медно-никелевых, а также медной окалины и шлаков.

#### Экологическая служба
Экологическая служба ОАО «Завод „Красный выборжец“» обеспечивает контроль за безопасностью производства для окружающей среды. В частности, экологи занимаются вопросами переработки медесодержащих отходов с целью их обезвреживания и возврата металла в производство. При этом применяется метод на основе комплексной технологической схемы с использованием электрохимических процессов осаждения химических металлов из серно-кислых растворов.

## Известные люди
- Лобов, Семён Семёнович (1888—1937) — большевик, член РСДРП с 1913 года. Пришёл на завод в 1912 году[30], после Февральской революции 1917 года был избран председателем заводского комитета и депутатом Петроградского совета[30]. Член Петроградского и Выборгского комитетов РСДРП(б). Участвовал в национализации завода согласно Декрету ВСНХ от 30 сентября 1918 года. В дальнейшем С. С. Лобов возглавил Северо-Западное промышленное бюро ВСНХ СССР, с 1924 года стал членом Президиума, а в 1926—1930 годах — председателем ВСНХ РСФСР. В высших руководящих органах ВКП(б) прошёл путь до члена Оргбюро ЦК ВКП(б) (1930—1934); делегат XI–XVII съездов ВКП(б)[31].
- Ломако, Пётр Фадеевич (1904—1990) — работал на заводе с 1933 по 1937 год, был бригадиром прессового отделения, мастером, старшим мастером, начальником цеха, заместителем главного инженера[32]. С 1940 по 1986 год — нарком и министр цветной металлургии СССР.
- Миркин, Борис Савельевич (1937—2019) — учёный-химик, поэт, диссидент, политический заключённый. Работал в военно-медицинской академии им. Кирова, пока не был арестован за написание стихотворений против войны в Афганистане. Срок отбывал в Пермских лагерях с 1981 по 1984 гг. С 1984 по 2005 гг. работал токарем на заводе "Красный выборжец", специальность токаря освоил в заключении.

## Здания и сооружения
- «Дом управляющего» — архитектор А. Н. Бенуа, инженер Н. А. Морозов, XVIII—XIX века (Свердловская набережная, дом 12, литера Б)
- «Сад с фонтаном и оградой» — 2-я половина XIX — начало XX веков.
- «Сквер» — начало XX века.
- «Производственно-служебный корпус» — 1890—1893 годы, архитекторы А. Н. Бенуа, Ю. Ю. Бенуа, инженеры Н. К. Чижов, Н. А. Морозов. (Свердловская набережная, дом 12, литра Г)
- «Культкомбинат (клуб) завода «Красный выборжец»» — 1939—1941 годы, архитектор Д. Л. Кричевский, (Свердловская набережная, дом 12, литера А).

## Собственники и руководство
Акциями АО «Завод „Красный выборжец“» владеют российские и зарубежные компании.

Генеральный директор — Владимирский Василий Михайлович.